# Кривов, Степан Германович
Степан Германович Кривов (род. 20 марта 1990, Тольятти, Куйбышевская область) — российский хоккеист, защитник.

## Биография
Воспитанник тольяттинской «Лады». Начинал играть в командах низших лиг «Лада-2» (2007/08, 2008/09), ЦСК ВВС (2008/09). Сезон-2009/10 начал в команде КХЛ «Лада». Провёл 40 матчей и 1 февраля 2010 года был обменян в ЦСКА на Владимира Репина. Провёл 4 матча в КХЛ и 4 — в МХЛ за ЦСКА-«Красную армию». 5 сентября 2010 перешёл в нижегородское «Торпедо», сыграл 4 матча за «Саров» в ВХЛ и 28 — за «Чайку» в МХЛ. 23 августа 2011 года расторг контракт по обоюдному согласию сторон. Перешёл в ярославский «Локомотив» и провёл 24 матча в МХЛ за «Локо». 16 ноября 2011 покинул клуб. До конца сезона провёл да матча за «Ладу» в ВХЛ и 20 — за «Ладью» в МХЛ.
Играл в чемпионате Казахстана за клубы «Барыс-2» (2012/13) и «Астана» (2014/15), пропустив сезон-2013/14. В сезоне-2015/16 выступал в чемпионате Сербии за «Партизан» Белград.